# Afrocoronacella turneri
Afrocoronacella turneri är en insektsart som först beskrevs av Frederick Arthur Godfrey Muir 1926.  Afrocoronacella turneri ingår i släktet Afrocoronacella och familjen sporrstritar. Inga underarter finns listade i Catalogue of Life.